# Binom

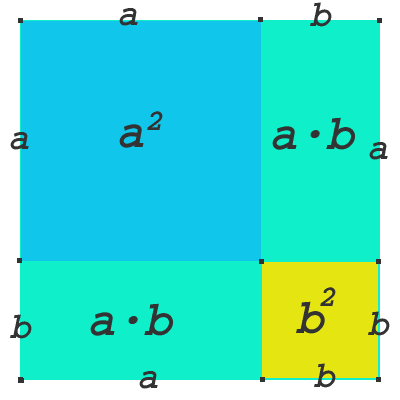
En geometrisk tolkning av binomet.

Inom algebra är ett binom ett polynom med två termer: summan av två monom.  Det är den enklaste formen av polynom, bortsett från monom.
Binomet {\displaystyle a^{2}-b^{2}} kan faktoriseras med Konjugatregeln som en produkt av två andra binom:
{\displaystyle a^{2}-b^{2}=(a+b)(a-b).\quad }
Produkten av två linjära binom a x + b och c x + d är:
{\displaystyle (ax+b)(cx+d)=acx^{2}+(ad+bc)x+bd\!\,}
Den n:te potensen av ett binom, {\displaystyle (a+b)^{n}}, kan utvecklas med hjälp av binomialsatsen och Pascals triangel.